# Khara Khula
Khara Khula (mongol : ᠬᠠᠷ᠎ᠠ
ᠬᠤᠯᠠ, VPMC : qara qula, cyrillique : Хархул, MNS : Kharkhul), parfois orthographié Khara-Khula ou encore Kharakhul ou Kharkhul, mort en 1634, est un Mongol-Oïrat du clan des Tchoros, est le père d'Erdeni Batur, khongtaiji du khanat dzoungar.

## Biographie
Il désire fixer les Dzoungars à Tabargataï, son fils continue cette tache en faisant construire une capitale en pierre à Koubak-sari sur l’Imil, près de l’actuel Tchougoutchak.
Il forme la coalition des quatre oïrats et bat Ubashi Khungtaij, Altan Khan des Khotogoid dirigeant du khanat Atlan (Khanat d'Or), qui les avait repoussé vers l'Ouest.